# Ozbrojené síly Spojených států amerických

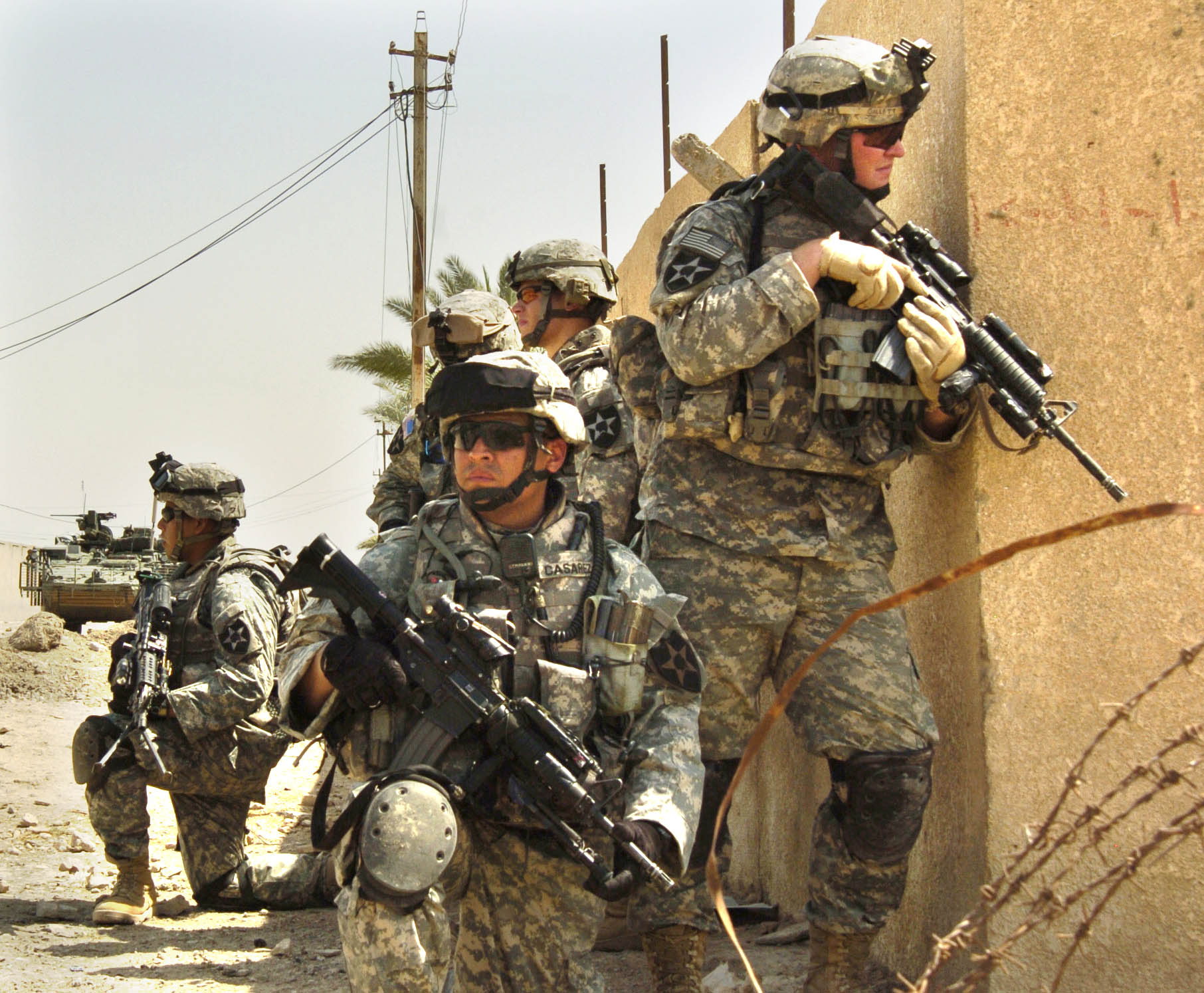
Vojáci Americké armády v Iráku

Ozbrojené síly Spojených států amerických (anglicky United States Armed Forces) se skládají ze šesti uniformovaných složek: armády, letectva, námořnictva, námořní pěchoty, pobřežní stráže a vesmírných sil. V aktivní službě je kolem 1 400 000 lidí, s rezervisty pak 3 miliony lidí. Ozbrojené síly Spojených států operují s největším rozpočtem na světě – Spojené státy vynakládají na obranu okolo 50 % veškerých světových nákladů vojenství, spolu se státy NATO je to pak 70 %. Procento HDP amerických výdajů na zbrojení je však jen o něco vyšší než u států západní Evropy. Ozbrojené síly USA jsou v současnosti daleko[zdroj?] nejsilnější a technologicky nejpokročilejší bojovou silou, což odpovídá postavení USA coby supervelmoci.

## Organizace ozbrojených sil USA
Americké ozbrojené síly jsou řízeny Ministerstvem obrany Spojených států sídlícím v Pentagonu. Vrchním velitelem je prezident Spojených států. Jeho pravomoci jsou však omezeny Kongresem prostřednictvím ústavy a také zákona z roku 1973 známého jako Usnesení o válečných pravomocech (anglicky War Powers Resolution). Podle ústavy je v kompetenci Kongresu vyhlašovat válku a také určovat finance na zřizování a udržování vojska a loďstva. Prezident může vyslat ozbrojené síly do zahraniční akce pouze na základě vyhlášení války, zákonného zmocnění k ozbrojeným akcím, nebo v případě útoku na Spojené státy, jejich území, jejich majetek nebo jejich ozbrojené síly. Zákon dále vyžaduje, aby prezident do 48 hodin informoval Kongres o nasazení ozbrojených sil k vojenské akci, a zakazuje ozbrojeným silám zůstat v zahraničí bez vyhlášení války nebo povolení Kongresu déle než 60 dní (s 30denní lhůtou pro stažení).
Ozbrojené síly se skládají ze šesti složek:
- Armáda Spojených států (ang. United States Army)
- Letectvo Spojených států (ang. United States Air Force)
- Námořnictvo Spojených států (ang. United States Navy)
- Námořní pěchota Spojených států (ang. United States Marine Corps)
- Pobřežní stráž Spojených států (ang. United States Coast Guard)
- Vesmírné síly Spojených států (ang. United States Space Force)

### Branná povinnost
Po většinu své historie byly ozbrojené síly tvořeny profesionálními vojáky na bázi dobrovolnosti a povinná služba byla vyžadována jen v případě války při potřebě doplnění ozbrojených sil na početní stav umožňující vedení dlouhodobějšího válečný konfliktu. K tomu došlo například za občanské války (v roce 1862 zákon Konfederace o odvodech a v roce 1863 zákon Unie o povolání k vojenské službě). Za první světové války pak přišly další povinné odvody, když byl v roce 1917 schválen zákon o povinné vojenské službě (Selective Service Act), zavádějícím selektivní brannou povinnost omezující svou platnost trváním válečného stavu.
Mezi první a druhou světovou válkou byly odvody pozastaveny, obnoveny byly až zákonem o povinném výcviku a vojenské službě (Selective Training and Service Act) z  roku 1940, který na všechny muže ve věku 21 až 36 let uvaloval povinnost absolvovat roční výcvikový program. Tato povinná vojenská služba zanikla roku 1947, poté byla obnovena a roku 1950 byla nahrazena selektivní brannou povinností, kdy o tom, kdo bude povolán, rozhodoval los. Systém selektivní služby (SSS) byl hojně využíván zejména za války Vietnamu, kde odvedenci tvořili asi 25% veškeré bojové síly. V letech 1964-1973 bylo prostřednictvím SSS povoláno do zbraně asi 2,2 milionu mužů z celkového počtu 27 miliónu vhodných pro službu. Odvody podle SSS byly ukončeny 30. 6. 1973 a od tohoto data jsou ozbrojené síly USA plně profesionální.

## Historie

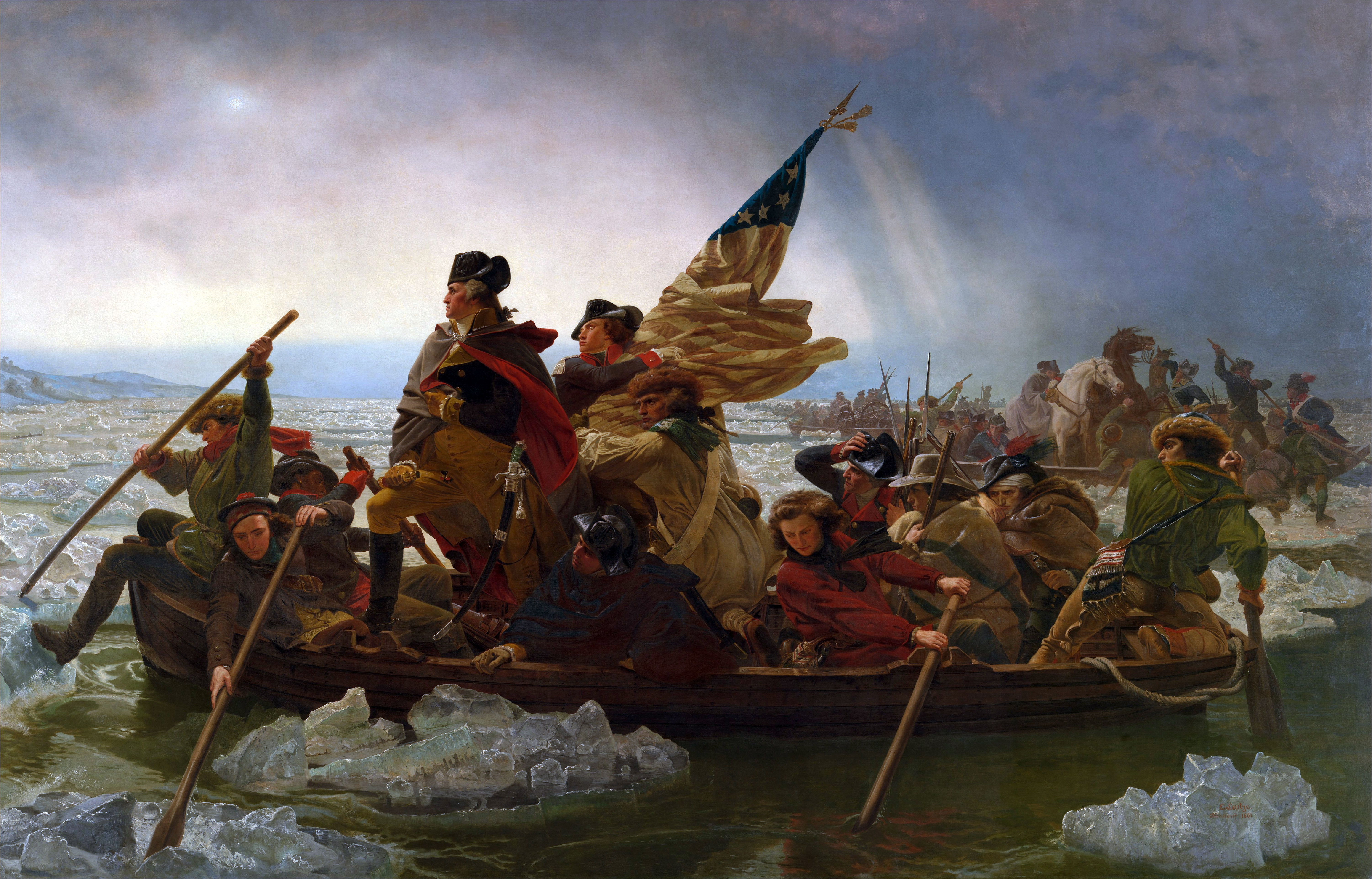
George Washington ve Válce za Nezávislost

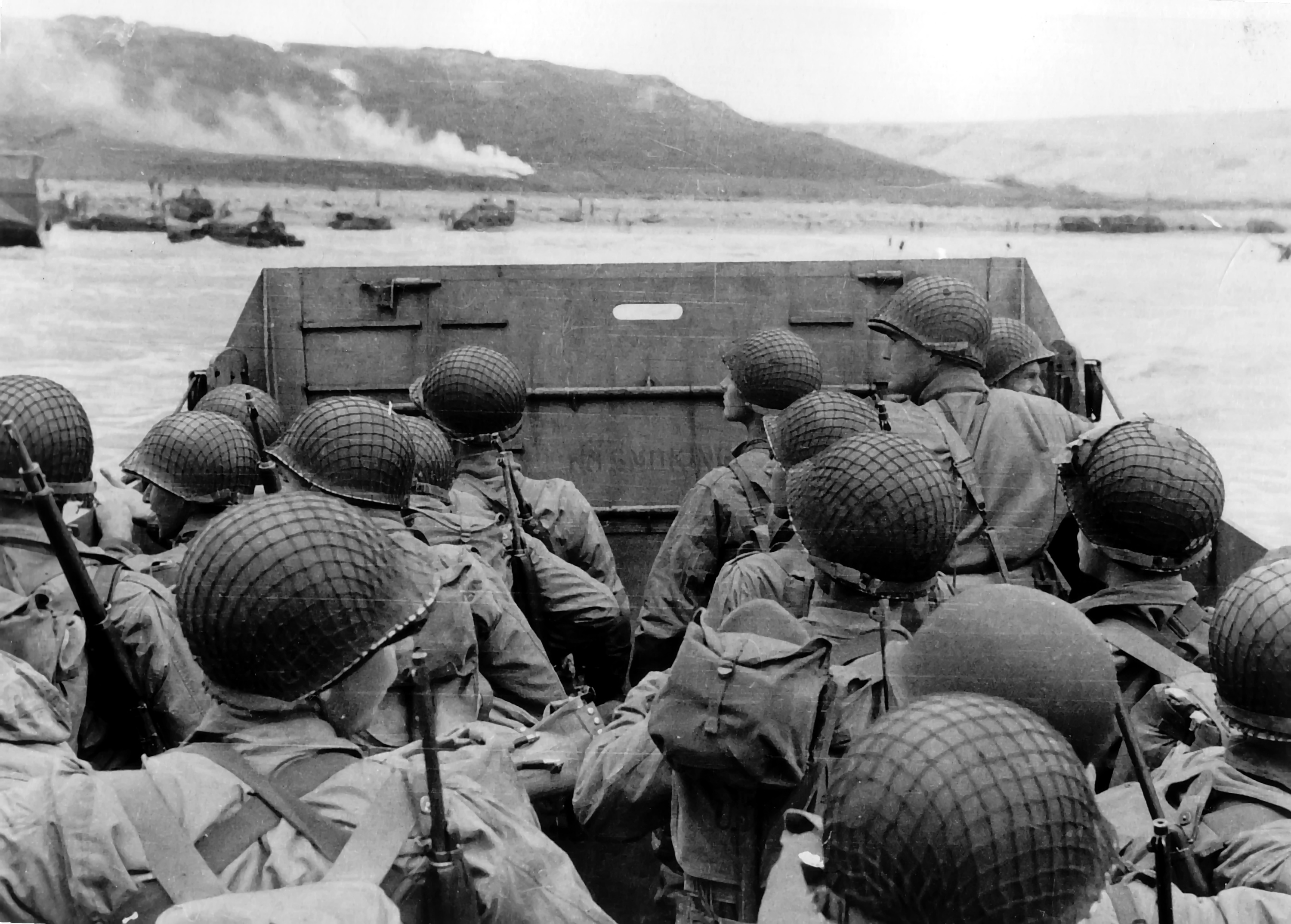
Američtí vojáci při vylodění v Normandii

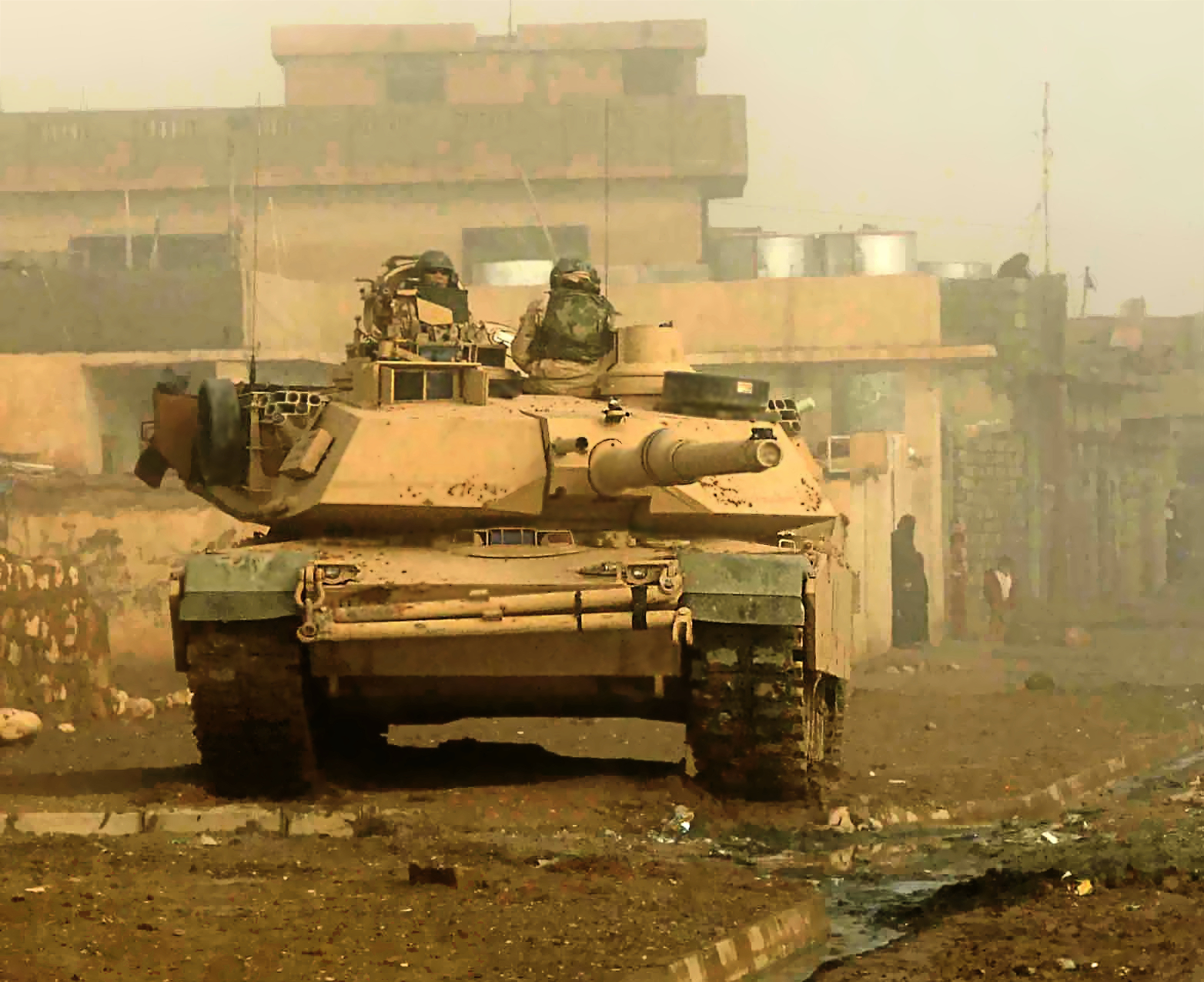
Současný hlavní bojový tank M1 Abrams

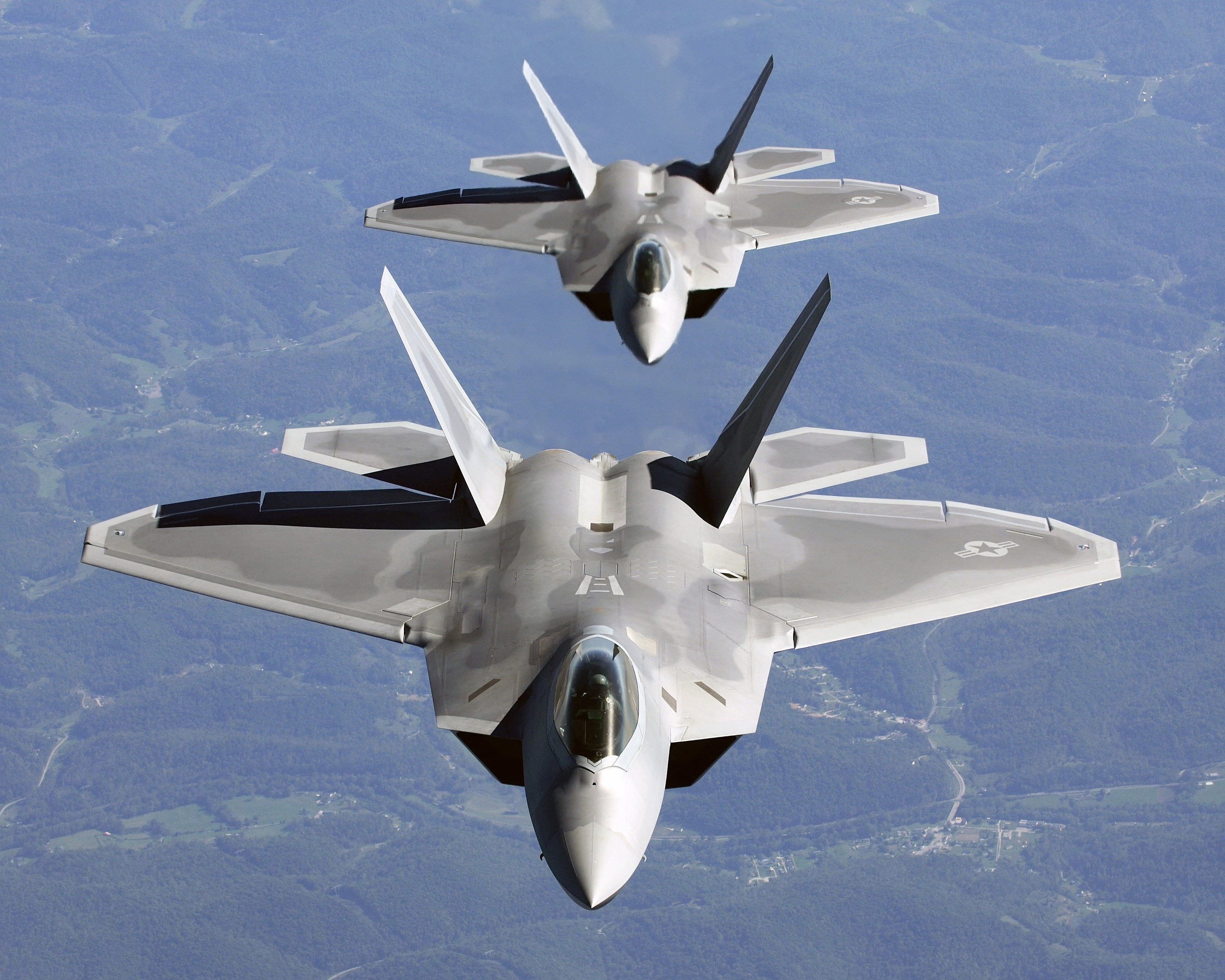
Bojový letoun F-22 Raptor používaný americkým letectvem

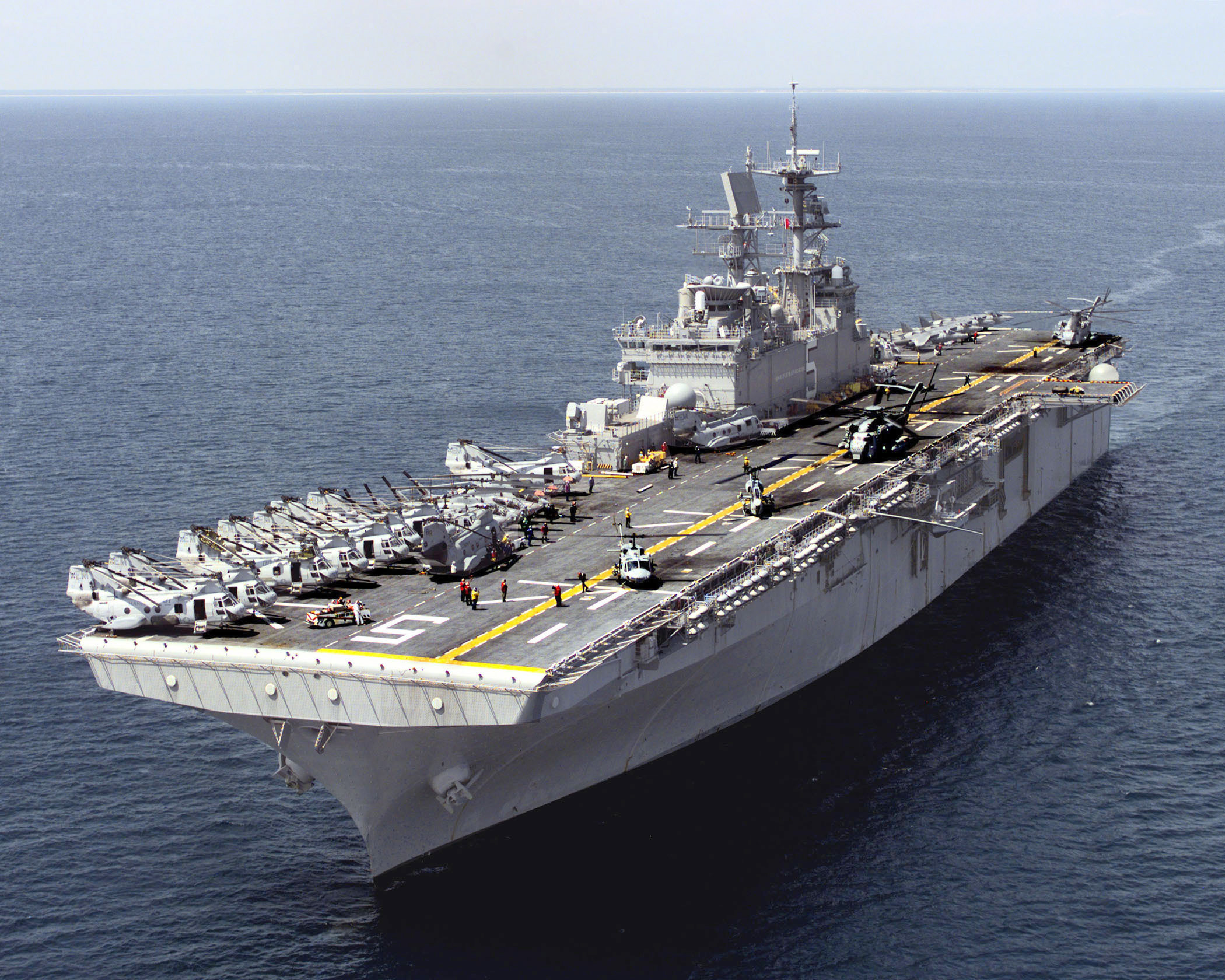
Americké námořnictvo disponuje nejsilnější světovou flotilou

Ozbrojené síly Spojených států amerických se zapojily do velké části hlavních konfliktů 20. století. Americká armáda pomohla porazit císařské a později i nacistické Německo v obou světových válkách a také společně s námořní pěchotou v závěru druhé sv. války i císařské Japonsko, za použití atomových bomb v Hirošimě a Nagasaki. Po druhé světové válce bojovala americká armáda také v Koreji v letech 1950–1953 a ve Vietnamu, z kterého se americká armáda stáhla po podepsání mírové smlouvy v r. 1973. Americká armáda se také zúčastnila úderů leteckých sil Severoatlantické aliance v zemích bývalé Jugoslávie, a dalších – viz přehled válek v další části.
V současné době mají USA nejlépe vybavenou a nejsilnější armádu na světě. Tento fakt je způsoben vysokými výdaji na obranu (pro rok 2007 – 716 mld dolarů), a v jejich rámci podporovaným rozvojem moderních technologií, jakými jsou například technologie stealth nebo mikrovlnné, sonické a ULF (Ultra-Low Frequency) zbraně, které úspěšně vyvíjejí přední americké korporace. Americká armáda má vysokou bojeschopnost díky dlouholetým zkušenostem (od počátku 20. století, účastnila se přibližně stovky ozbrojených konfliktů nebo intervencí. V poslední době operuje například ve válce v Iráku a v Afghánistánu (v rámci operace Operace Trvalá svoboda a obecnějšího konceptu boje proti terorismu).

### Základny

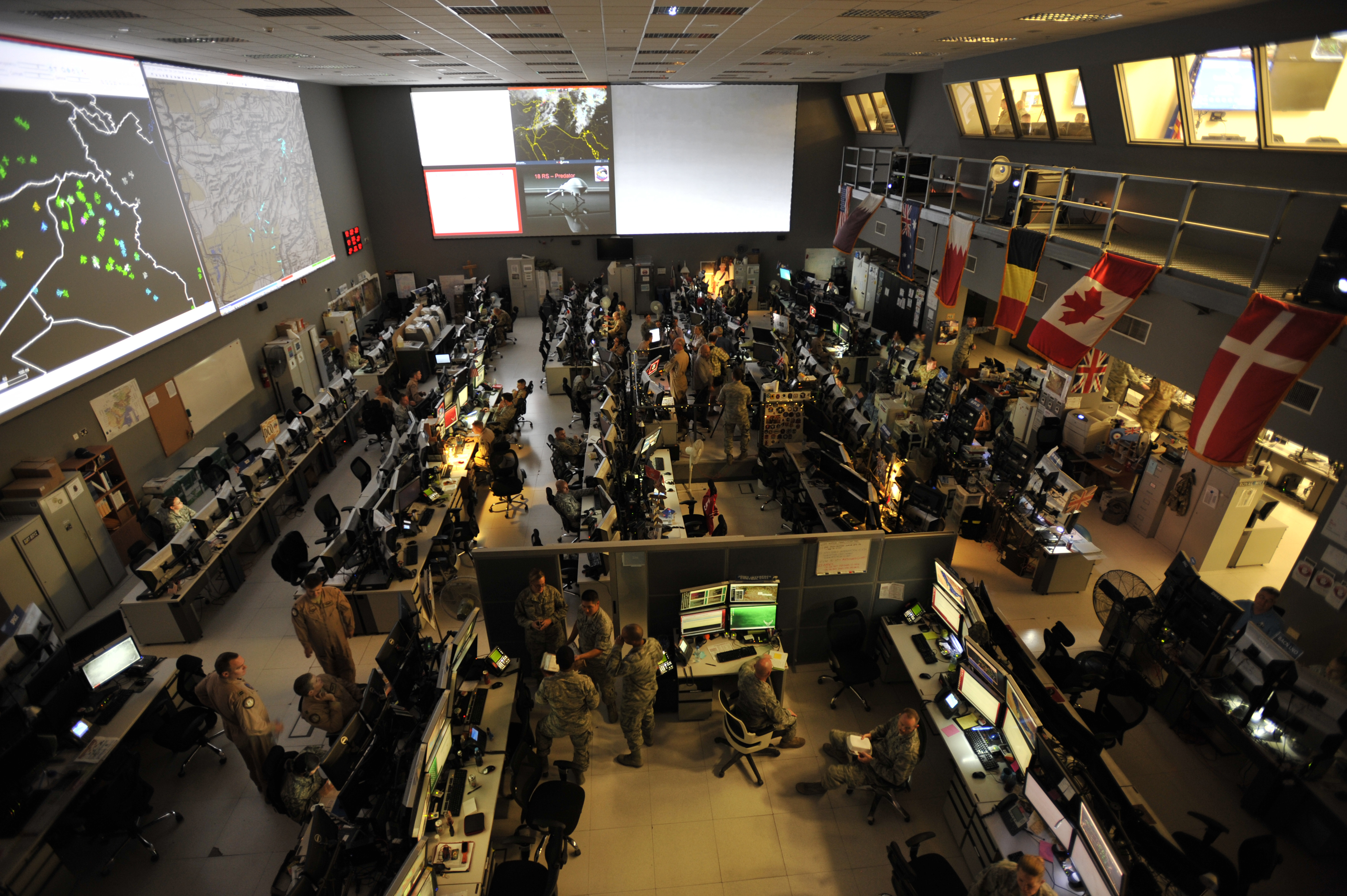
Středisko kombinovaných vzdušných operací (CAOC) na základně Al-Udeid v Kataru

Armáda Spojených států má kolem 800 známých vojenských základen mimo území USA, patří sem například Futenma v Japonsku, Guantánamo na Kubě nebo Arifjan a Dauhá v Kuvajtu. V roce 2016 jejich správa stála 150 miliard z rozpočtu o výši 580,3 mld. USD za tento rok. Z mezinárodních vojenských aliancí patří USA k NATO, jejímž jsou vedoucím a nejsilnějším členem.

### Konflikty, jichž se ozbrojené síly USA zúčastnily

#### 18. století
- Americká válka za nezávislost (1775–1783)

#### 19. století
- války proti Indiánům (1785–1890)
- Britsko-americká válka (1812–1815)
- Mexicko-americká válka (1846–1848)
- Americká občanská válka (1861–1865)
- Španělsko-americká válka (1898)

#### 20. století
- Filipínsko-americká válka (1899–1913)
- Americké zapojení do Mexické revoluce (1914–1919)
- První světová válka (1917–1918) – samotná válka ovšem začala už v roce 1914
- Banánové války (1903–1935) – neoficiální označení pro americké intervence v Karibiku a Střední Americe
  - Intervence v Panamě 1902–1903
  - Okupace Nikaragui 1912–1933
  - Okupace Haiti 1915–1934
  - Okupace Dominikánské republiky 1916–1924
  - Intervence v Hondurasu 1903, 1907, 1911, 1912, 1919, 1924 a 1925
  - Americké zapojení do Mexické revoluce (1914–1919)
- Druhá světová válka (1941–1945) – samotná válka ovšem začala už v roce 1939
- Studená válka (1945–1991)
  - Korejská válka (1950–1953)
  - Válka ve Vietnamu (1964–1975)
- Válka v Zálivu (1990–1991) – válka trvala cca půl roku
- Válka v Jugoslávii (1991–2001) – na straně NATO

#### 21. století
- Válka v Afghánistánu (Operace Trvalá Svoboda, 2001–2021), přibližně 25 tisíc amerických vojáků a včetně Mezinárodní bezpečnostní podpůrné síly přibližně 10 000 vojáků (celkem 35 000), plánována posila 17 tisíc vojáků
- Válka v Iráku (2003–2011), také „Druhá válka v Zálivu“, kolem 150 tisíc vojáků

## Ozbrojené složky USA a životní prostředí

### Užití defoliantů a kontaminace dioxiny
Mezi lety 1961–1971 používalo americké letectvo ve vietnamské válce na území Vietnamu, Kambodže a Laosu chemické zbraně jako Agent Orange, defolianty a další herbicidy, včetně těch, které obsahují dioxiny. To způsobilo závažná postižení nově narozených dětí v těchto oblastech. Kontaminace dioxiny je i v současnosti na úrovni 300–400 % bezpečných limitů.

### Spotřeba pohonných hmot
Podle článku The Energy Bulletin z roku 2007 jsou americké ozbrojené složky institucí s největší spotřebou ropy na světě. Energy Bulletin dále uvedl, že ozbrojené síly Spojených států amerických (k tomuto datu) provozuje 285 bojových a podpůrných lodí, kolem 4000 letadel a přibližně stejný nebo o trochu větší počet bojových vrtulníků, 28 000 obrněných vozidel, 140 000 vysoce mobilních víceúčelových kolových vozidel (High-Mobility Multipurpose Wheeled Vehicles), několik stovek dalších letadel a 187 493 jiných dopravních prostředků. Kromě 80 nukleárních ponorek a 11 nukleárních letadlových lodí všechna tato vozidla, plavidla a letadla spotřebovávají ropu – přesněji z ropy vyráběné pohonné hmoty.
Udržování armádního vybavení a angažování v současných vojenských operací stojí jednotlivé složky amerických ozbrojených sil (a potažmo americké daňové poplatníky) nejen obrovské množství peněz (samotná válka v Iráku přibližně miliardu dolarů za každých 5 dní), ale i pohonných hmot. Podle údajů CIA World Factbook z roku 2006 má větší spotřebu ropy než americké ozbrojené síly pouze 35 zemí světa. Spotřeba „per capita“ (15 galonů denně) je ještě markantnější – ta je např. 30× větší než v afrických zemích nebo 10× větší než v Číně. Tato spotřeba se sice oproti 80. letům 20. století asi o 1/5 snížila, ovšem v porovnání s dobou 2. světové války je ovšem stále zhruba 15násobná. O distribuci pohonných hmot armádním strojům se stará okolo 40 tisíc vojáků.
Více než polovinu z dodaných pohonných hmot představuje letecké palivo (JP-8), čtvrtina jsou ostatní frakční složky, a méně než desetinu tvoří zemní plyn. Motorový benzín představuje jen nepatrný podíl. Největší spotřebu má tedy letectvo. V roce 2006 spotřebovala americká letadla tolik leteckého paliva (letecký petrolej a letecký benzín) jako za celou 2. světovou válku. Například KC-135 Statotanker (který byl navržen na doplňování paliva za letu) má vlastní spotřebu 2650 galonů paliva za hodinu, tanky Abrams na jeden galon ujedou pouhé 0,6 míle (~ 1 km). Velkou spotřebu mají nejen pásová vozidla ale i jeepy a tzv. (Hummer) humvees s 4 mílemi na galon. Ze zbývající necelé poloviny všech dodávaných pohonných hmot (bez letectva) téměř 3/4 spotřebují doprovodná vozidla.
Oficiální údaje hovoří o spotřebě 320 000 barelů ropy denně, ale toto číslo nezahrnuje spotřebu smluvních partnerů („kontraktorů“), kteří též používají ropu resp. její deriváty z prostředků ozbrojených sil a jejichž počet zejména po roce 2003 vzrostl na několik tisícovek.

### Emise CO2
Ředitel Oil Change International, Steve Kretzmann, uvedl data o emisích CO2 v důsledku posledních válečných konfliktů, do kterých jsou armáda a další složky ozbrojených sil Spojených států zapojeny, a konstatoval, že konkrétně válka v Iráku má na svědomí emise CO2 ekvivalentní produkci 60 % všech zemí. Dodal: „Tyto informace nejsou běžně dostupné […] protože vojenské emise v zahraničí jsou vyňaty z vyžadovaných národních zpráv podle amerického práva a rámcového sněmu Spojených národů o změnách klimatu.“ (K tomuto výňatku došlo při vyjednávání Kjótského protokolu, na kterém Spojené státy trvaly jménem tehdejšího ministra obrany Williama Cohena a na návrh dr. Jeffreyho Salmona z roku 1997.)

### Znečištění
Server EcoWatch ve své analýze z roku 2017 konstatoval, že ozbrojené síly Spojených států je největším znečišťovatelem na světě – ať už se jedná o znečištění vody, vzduchu, půdy (při kontaminace benzínu, olova, ochuzeného uranu, pesticidů, defoliantů) nebo vystavení nebezpečné nukleární radiace. Na území USA se ozbrojené síly potýkají s 39 tisíci kontaminovaných území o rozloze 19 milionů akrů, ke znečištění životního prostředí dochází také na vojenských základnách, kterých je kolem osmi set téměř po celém světě.
Co se týká nukleární radiace, Spojené státy, v prvním období Studené války, v letech 1946–1958, provedly více než 60 testů nukleárních zbraní (výbuchů atomových bomb), převážně na tichomořských Marshallových ostrovech a Guamu.

## Přehled bojových uniforem

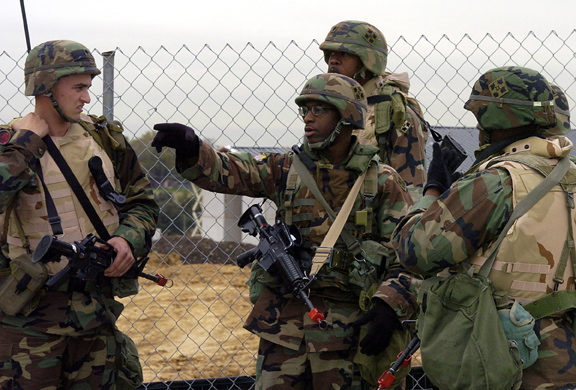
Stará uniforma – BDU, dříve používaná všemi složkami
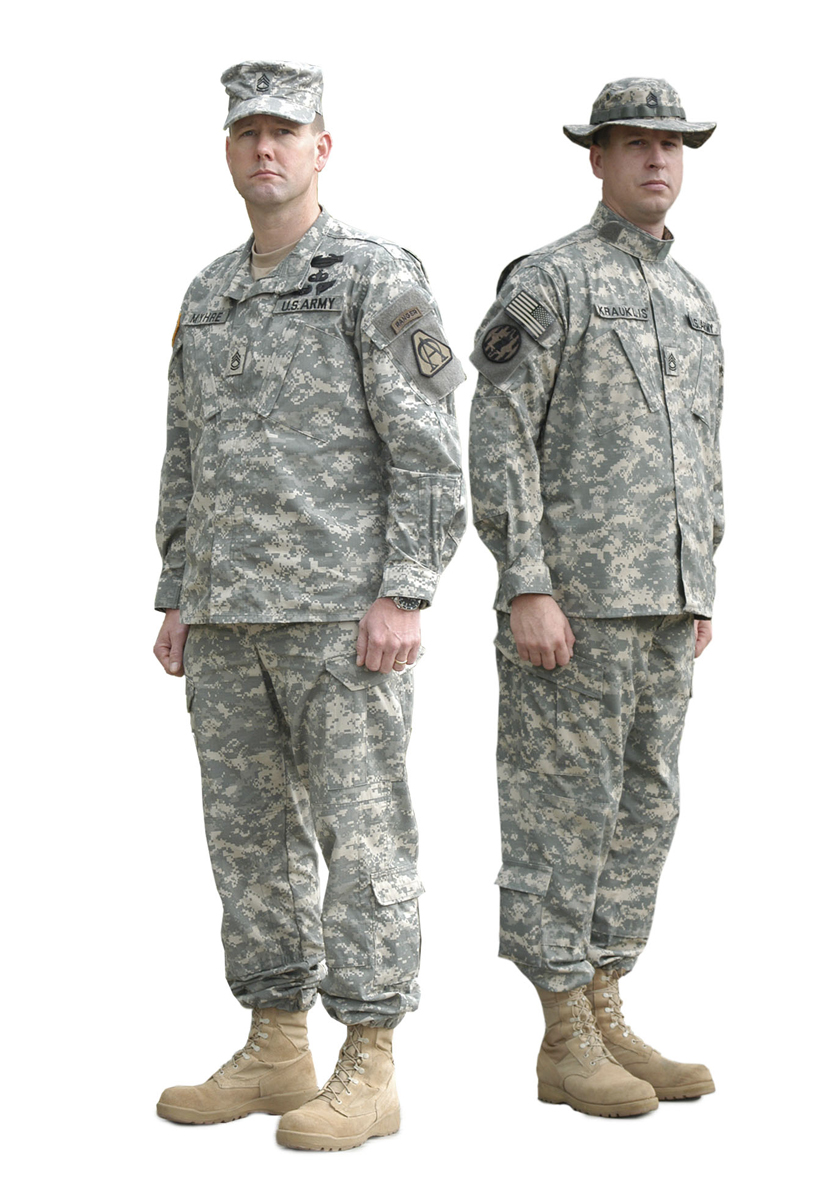
Armáda – Army Combat Uniform
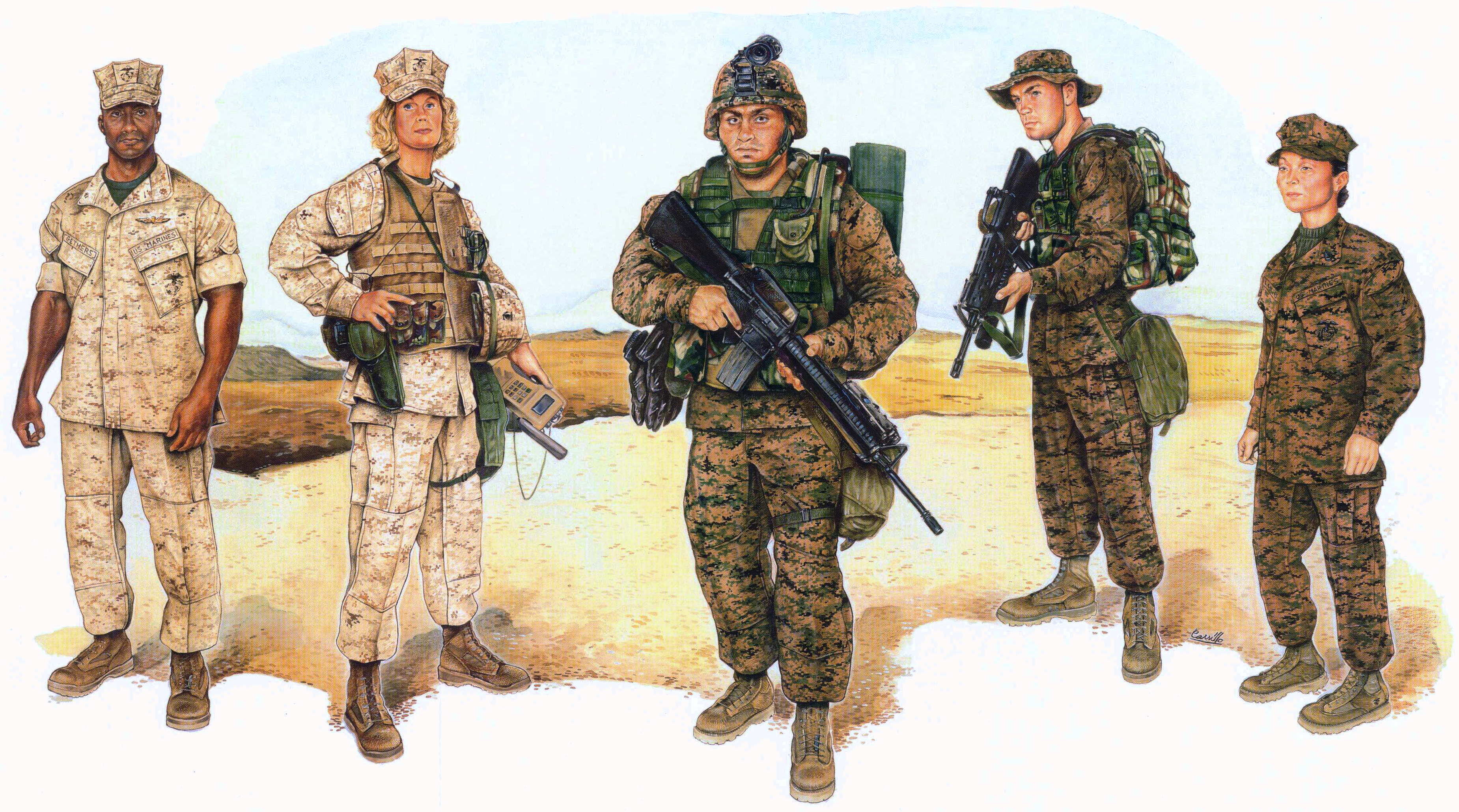
Námořní pěchota – MARPAT (lesní a pouštní varianty)
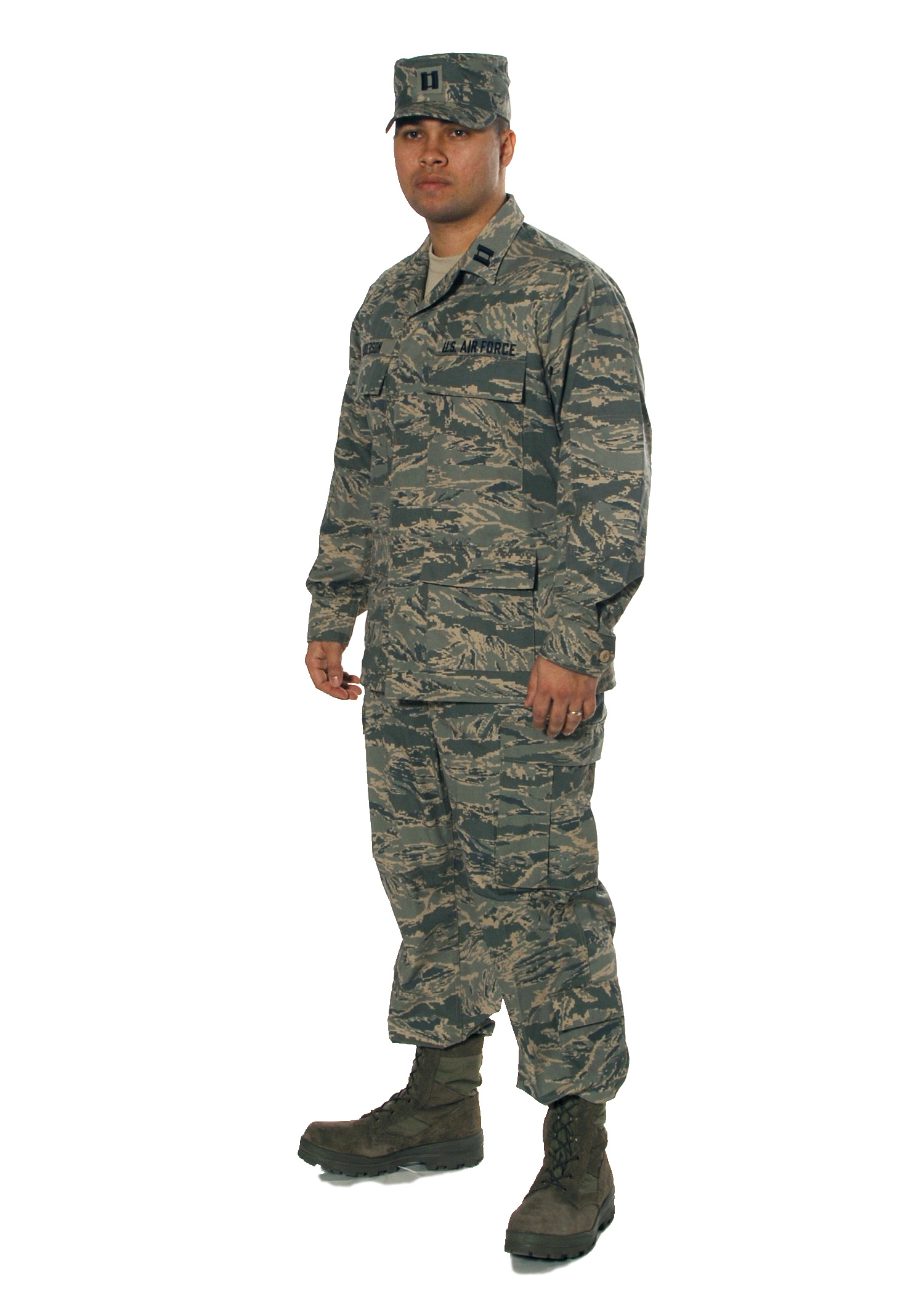
Letectvo – Airman Battle Uniform
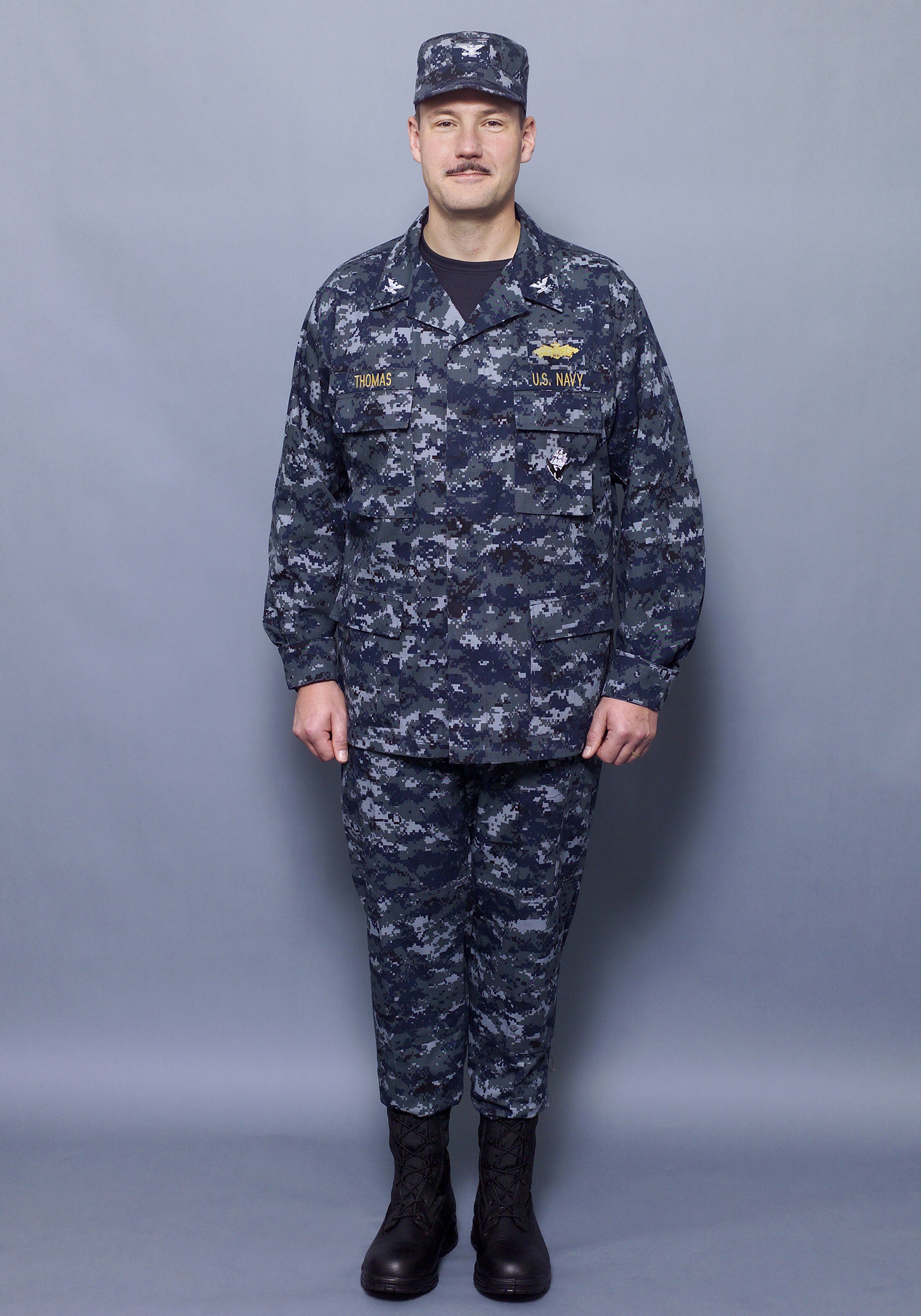
Námořnictvo – New USN Uniform